# Best Mistake (canción)
«Best Mistake» es una canción de la artista estadounidense Ariana Grande que presenta al artista estadounidense de hip hop Big Sean. La canción sirvió como sencillo promocional del segundo álbum de estudio de Grande, My Everything (2014), y fue lanzada a la medianoche del 12 de agosto de 2014. Escrita por Grande, Big Sean y Key Wane con la producción a cargo de este último, la canción es una balada con instrumentación de piano, cuerdas y caja de ritmos que trata líricamente sobre una pareja que intenta decidir cómo será su futura relación problemática.
Comercialmente, alcanzó su punto máximo en el Billboard Hot 100 de EE. UU. en el número 49 y dentro del top 50 en otras listas de récords en América del Norte, Europa y Oceanía. En la lista US Digital Songs, debutó en el número seis, convirtiendo a Grande en el primer acto desde Michael Jackson, y también la primera artista femenina en tener tres canciones entre las diez primeras en esa lista la misma semana, siendo las otras dos canciones «Bang Bang» (con Jessie J y Nicki Minaj) y «Break Free» (con Zedd). Grande y Big Sean interpretaron la canción en vivo, incluso en el teatro iHeartRadio de Los Ángeles.

## Producción y composición
«Best Mistake» fue escrita por Ariana Grande, Big Sean y Key Wane, con producción, programación e instrumentos a cargo de este último. La voz fue producida por Curtis «Sauce» Wilson, con Gregg Rominiecki como ingeniero de la voz de Big Sean. Serban Ghenea manejó la mezcla de la pista, que fue diseñada por John Hanes, y finalmente la mezcla fue masterizada por Aya Merrill y Tom Coyne. Es un lamento de balada de piano de hip-hop minimalista que utiliza instrumentación de cuerdas y una caja de ritmos. Trata de una pareja que intenta «decidir sobre el futuro de su relación, con un profundo afecto enterrado debajo de sus problemas». Grande reveló que «Best Mistake» era su canción favorita en My Everything: «Simplemente pienso en el mundo de [Big Sean] y estoy obsesionada con su escritura en esta canción en particular. Soy una gran admiradora suya en general, pero siento que su escritura en esta canción es tan, tan fantástica, que toca una fibra sensible en mi corazón. La amo tanto».

## Lanzamiento
Grande confirmó por primera vez el título de «Best Mistake» el 28 de junio de 2014, el mismo día que confirmó el nombre de su segundo álbum de estudio, My Everything. El 8 de julio de 2014, Grande lanzó un fragmento de 15 segundos de «Best Mistake» en su perfil de Instagram. La canción finalmente salió el 12 de agosto y el lanzamiento agregó más especulaciones a los rumores de relación entre Grande y Big Sean.

## Recibimiento comercial

Con «Best Mistake», Grande se convirtió en el primer acto desde Michael Jackson (en la foto de 1993) en tener tres canciones entre las diez primeras de la lista US Digital Songs en la misma semana.

En los Estados Unidos, poco después de su lanzamiento, la canción alcanzó el número dos en la lista semanal Billboard Twitter Real-Time y encabezó la lista de sencillos de iTunes. Vendió 104,000 descargas digitales en su primera semana, aterrizando en el número seis en la lista Digital Songs. Esto convirtió a Grande en la primera mujer en tener tres canciones entre las diez primeras en esa lista, las otras dos son «Bang Bang» y «Break Free». El último artista en hacerlo fue Michael Jackson, poco después de su muerte, en la edición del 18 de julio de 2009. Las ventas de «Best Mistake» también ayudaron a que llegara al número 49 en el US Billboard Hot 100. En Canadá, la canción apareció en el Canadian Hot 100 en el número 39.
En las naciones europeas, «Best Mistake» debutó en el número 49 y 10 en la lista Flanders Ultratop 50 y Urban respectivamente, en el número 29 en la lista Danish Tracklisten, 23 en la lista Finnish Singles, 103 en la lista francesa SNEP, 5 en la lista Billboard Greek Digital, 67 en el Mega Single Top 100 de los Países Bajos, 35 en la lista PROMUSICAE de España, y el número 154 en el UK Singles Chart del Reino Unido. En Oceanía, alcanzó el puesto 45 y 19 en la lista de canciones urbanas y pop ARIA de Australia, respectivamente, y el puesto 29 en el Official New Zealand Music Chart. En el Billboard Japan Hot 100, alcanzó el puesto 74. A finales de 2016, Best Mistake vendió 684 337 descargas digitales en Corea del Sur, según Gaon Music Chart.

## Recepción crítica

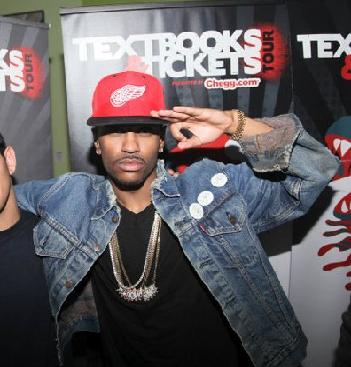
Big Sean en Austin, Texas

Evan Sawdey de PopMatters la llamó la segunda mejor canción de My Everything, acercándose a «Love Me Harder», y la escritora de Bustle Kadeen Griffiths la llamó «una de las mejores canciones de amor de Grande hasta ahora». Caitlin Beck de HollywoodLife dijo que «seguramente será otro éxito». Carolyn Menyes de Music Times aplaudió a Grande por su voz calmada y su transición a un sonido musical más maduro. Jason Lipshutz de Billboard calificó la producción de «impresionante» y dijo que la canción «se vuelve más pegajosa con cada escucha». El escritor de Digital Spy, Lewis Corner, y Shaun Kitchener, de Entertainmentwise, señalaron que la canción mostraba sus raíces de R&B, este último afirmó que «no habría sonado fuera de lugar en el último álbum subestimado de Kelly Rowland [Talk a Good Game]». El crítico del Official Charts Company, Rob Copsey, sintió que era «como una extensión de Yours Truly, aunque más melancólica y adulta». Brennan Carley de Spin lo llamó «Grande clásica, evitando cualquiera de las campanas y silbatos que le gustan, y en cambio se centró por completo en su voz cuidadosamente cantada y la tranquila línea de piano en el fondo de la canción». El crítico de Newsday Glenn Gamboa describió «Best Mistake» como una canción «hermosa de hip-hop» que «muestra su voz amplia, sin centrarse demasiado en las notas superiores». Sydney Gore de The 405 lo calificó como una mejora de la colaboración anterior de los dos «Right There», y escribió que «la cantante y el rapero nos dieron una serenata con el argumento de que andar a escondidas entre ellos fue el mejor error que jamás cometieron».
Sin embargo, hubo algunas críticas mixtas de «Best Mistake». Kathy Iandoli de Idolator lo describió como «el primo de apariencia promedio de su dúo anterior 'Right There'». En una reseña para Slant Magazine, Andrew Chan dijo que «comete el error de encerrarla en su frágil registro medio, donde tiene la costumbre de pronunciar cada palabra como si fuera un puchero». La aparición de Big Sean en «Best Mistake» también tuvo una recepción variada. Meaghan Garvey de Pitchfork Media dijo que su rap en la canción hizo «una burla del tono serio de la canción con líneas histéricamente horribles como '¿Cómo podemos mantener los sentimientos frescos? ¿Cómo lo guardamos en Ziploc?'». Lipshutz encontró su verso «innecesario, pero [se] ha transformado en un confesionario interesante ahora que los rumores de citas están en marcha». Sawdey lo llamó un «verso bastante sobresaliente», con «su propia voz que nunca domina la escasa atmósfera, sus rimas medidas y medidas de una manera que se adapta perfectamente a la canción», mientras que James Shotwell de Under the Gun Review dijo «Grande es una delicia, pero creo que es Big Sean quien se roba el espectáculo».

## Presentaciones en vivo
En 2014, Grande y Big Sean interpretaron «Best Mistake» en el Honda Stage del iHeartRadio Theatre de Los Ángeles. También interpretaron «Best Mistake» en A Very Grammy Christmas el 18 de noviembre de 2014. Grande también interpretó la canción durante The Honeymoon Tour. Big Sean interpretó la canción con ella en la parada de la gira en Detroit. Se realizó una versión a capela de «Best Mistake» durante dos espectáculos de The Sweetener Sessions en 2018.

## Créditos y personal
Los créditos están adaptados de las notas de álbum de My Everything.
- Composición, voz: Ariana Grande, Sean Anderson («Big Sean»)
- Composición, producción, programación, instrumentos – Key Wane
- Producción vocal – Curtis Wilson («Sauce»)
- Ingeniero de vocales de Big Sean – Greg Rominiecki
- Mezcla – Serban Ghenea
- Ingeniería de mezclas – John Hanes
- Masterización – Aya Merrill, Tom Coyne